# Anton del Rosario
Anton del Rosario, né le 23 décembre 1981 à San Francisco aux États-Unis, est un footballeur international philippin d'origine américaine. 
Il évolue actuellement au poste de défenseur avec le club de Kaya FC.

## Biographie

### Sélection
Anton del Rosario est convoqué pour la première fois par le sélectionneur national Aris Caslib pour un match de la Tiger Cup 2004 face à la Birmanie le 8 décembre 2004. Le 20 novembre 2006, il marque son premier but en équipe des Philippines lors d'un match des éliminatoires du Championnat de l'ASEAN 2007 face au Brunei.  

## Statistiques

### Buts en sélection
Le tableau suivant liste les résultats de tous les buts inscrits par Anton del Rosario avec l'équipe des Philippines.